# Václav Markovský
Václav Markovský, též Václav Ignác Leopold Markovský , Wenceslaus Markowski (15. listopadu 1789 Praha – 16. října 1846 Praha) byl český malíř období klasicismu, grafik, kreslíř a restaurátor.

## Život
Narodil se v Praze na Malé Straně, v rodině řemenářského mistra Jana Markovského (1763–1847) a jeho manželky Kateřiny (*1763). Tři jeho sourozenci zemřeli předčasně.
Nejdříve se školil v kresbě a malbě u Ludvíka Kohla. Od roku 1803 byl žákem prvního ředitele AVU Josefa Berglera (1753–1829).
Počátkem roku 1824 se zúčastnil výstavy Akademie v budově Klementina s renomovanými malíři. Vystavil historickou kompozici, olejomalbu Karel IV. se po císařské korunovaci v Římě roku 1355 v českém táboře loučí s kardinály a šlechtici. 
Nejméně od roku 1824 vyučoval kreslení v malostranském sirotčinci při Vlašském špitálu.
Mezi léty 1830–1842 bydlel v Praze na Malé Straně v domě čp. 290/III v Lázeňské ulici 7 a ve 40. letech v domě čp. 293/III na Maltézském náměstí 9, kde se uváděl v seznamu malířů jako portrétista a malíř historií. 

Zemřel v Praze, o manželství a potomcích zdroje neinformují.

## Galerie

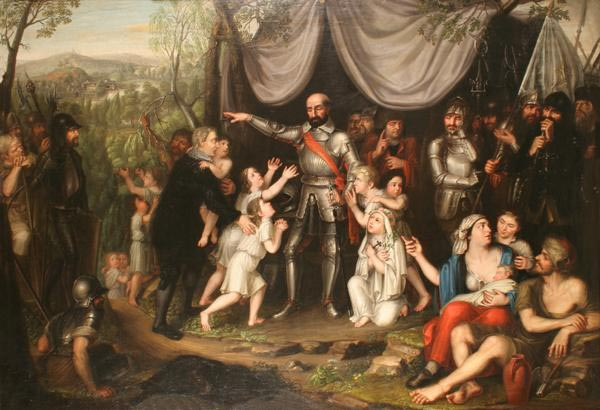
Prokop Holý před Naumburkem (1821-1822), Národní muzeum
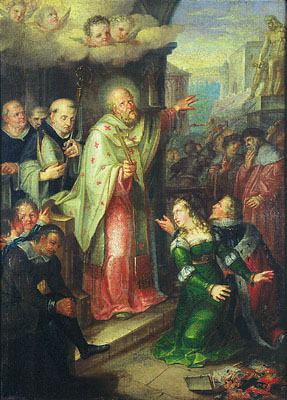
Křest knížete Bořivoje (před 1824)
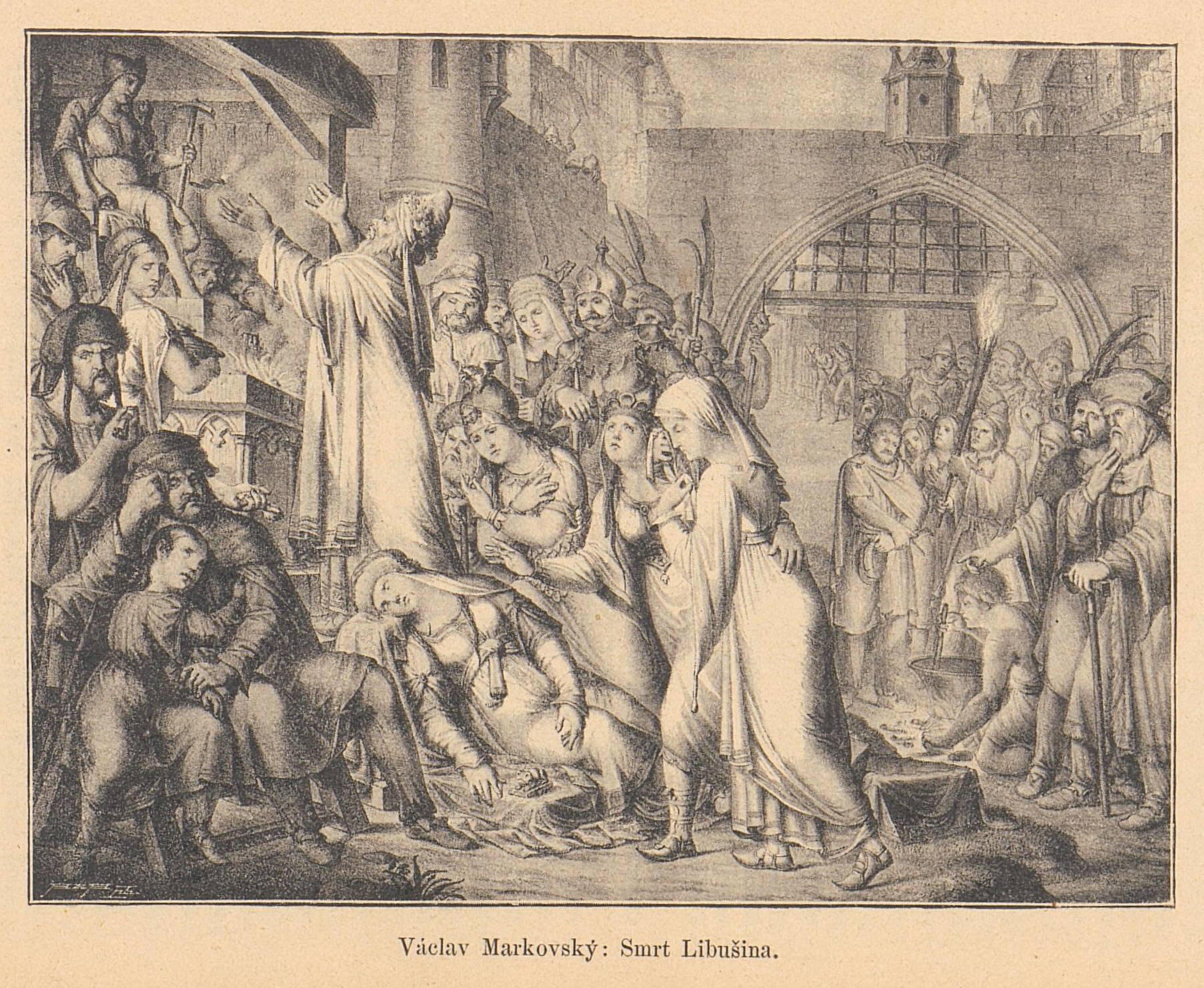
Smrt Libušina, 1824 (repro Květy 1896)
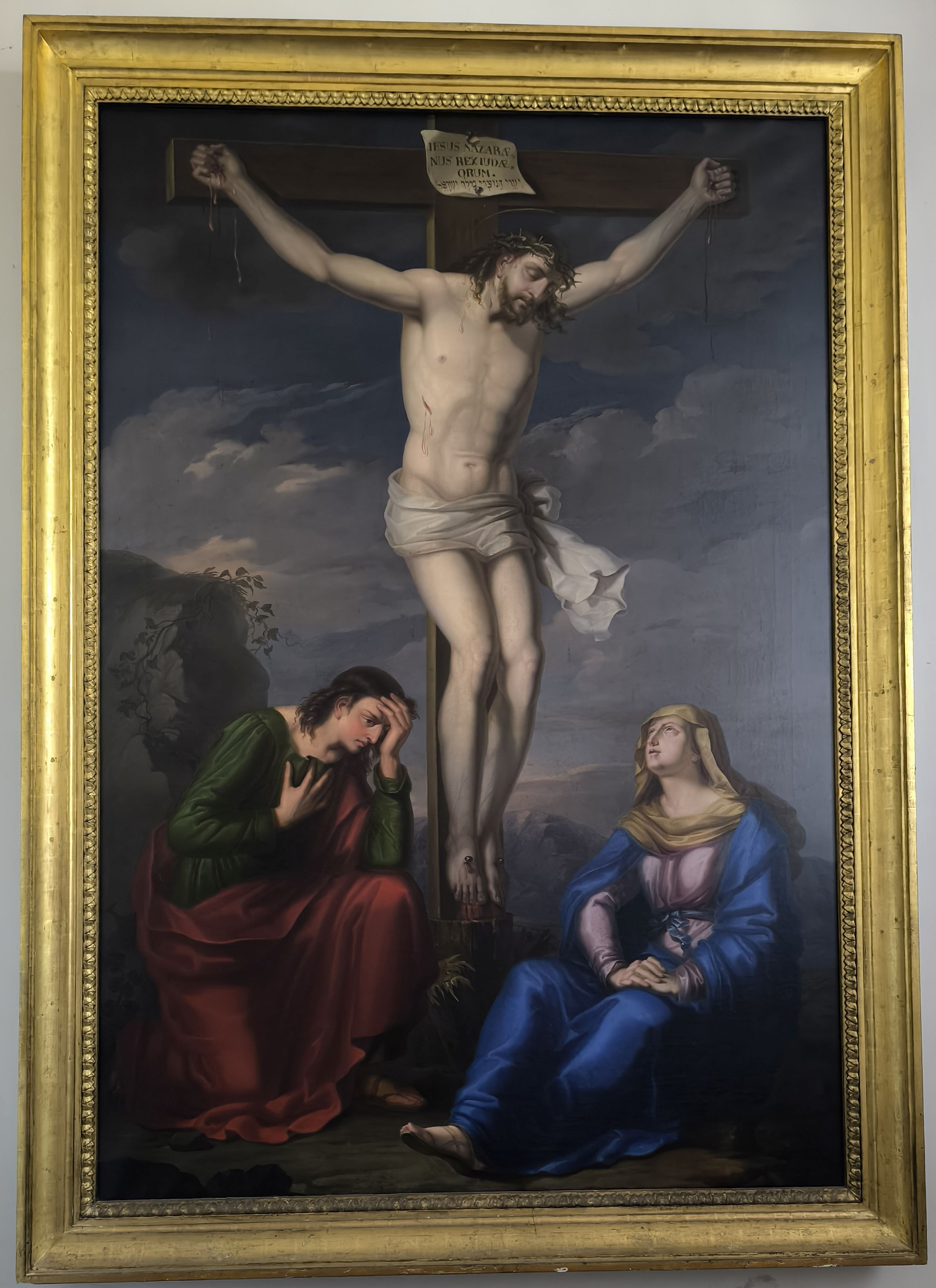
Kalvárie z kostela v Liboci, 1845

## Dílo

### Malba
české dějiny
- Karel IV. se po císařské korunovaci v Římě roku 1355 v českém táboře loučí s kardinály a šlechtici, olejomalba, vystavena počátkem roku 1824 na výstavě Akademie v budově Klementina.[11]
- Prokop Holý před Naumburkem, olej na plátně[12] a další historické obrazy z českých dějin, zejména husitství, maloval od 20. let 19. století.[6]

náboženské náměty - oltářní obrazy
- Svatý Florián, oltářní obraz z  jezuitského kostela v Březnici, signován Wenceslaus Markowski a datován 1814.[13]
- Kázání sv. Karla Boromejského, oltářní obraz z  kostela sv. Karla Boromejského ve Vlašském špitálu na Malé Straně, datován 1839; [14], 40 let deponován na Slovensku, nyní opět zavěšen v témže kostele.
- Snímání s kříže - XIII. zastavení z cyklu nástěnných obrazů křížové cesty (z roku 1835) v kostele svatého Vavřince Chodově u Sokolova[15]; cyklus byl po restaurování v srpnu 2017 znovu umístěn do kostela.[16]
- Kalvárie (1845),  ze zrušeného bočního oltáře kostela sv. Fabiána a Šebestiána v Liboci.[17]

Fresky
- Cyklus pěti výjevů ze života svatých patronů Vlašského špitálu a 6 polopostav světců v kartuších v kapli Vlašského špitálu na Malé Straně

Restaurování
- Restauroval obrazy i nástěnné malby, například fresky v kostele sv. Vavřince na Petříně před jeho znovuvysvěcením roku 1842.[18]

### Kresby a grafika
- Patřil do skupiny výtvarníků kolem Antonína Machka, kteří kreslili a litografovali cyklus České dějiny v obrazích (1824). Jeho dílem jsou: Zvolení Libuše kněžnou, Založení Prahy, Smrt kněžny Libuše, Vítězství Vlasty nad Samoslavem, Přemysl se mstí Vlastě, Kníže Vojen, Čestmír a Vlastislav, Bořivojův křest, Kněžna Mlada před papežem v Římě, Kníže Břetislav představen Jaromírem národu, Královská korunovace knížete Vratislava II. ̈
- Svatá Agáta
- cyklus kreseb ze života Jana Nepomuckého[19]

## Hodnocení díla
Moderní umělecká kritika dlouho nepovažovala Markovského dílo za významné. Již Emil Edgar jej v roce 1916 hodnotil slovy „...historický malíř bez uměleckého významu...“ a jeho jméno chybí v akademických Dějinách českého výtvarného umění III/2 (1999) i v Nové encyklopedii českého výtvarného umění (1995), byl zařazen teprve do jejích Dodatků z roku 2006. K vyzdvižení Markovského významu došlo až v souvislosti s přehodnocením názorů na generaci Berglerových žáků, Führichova okruhu autorů náboženské malby, kreslířů a grafiků první generace českého národního obrození

## Zastoupení ve sbírkách
- Národní galerie v Praze - sbírka Bohuslava a Hermíny Duškových
- Národní muzeum - Historické muzeum
- Moravská galerie v Brně [22]
- Západočeská galerie v Plzni
- Sbírka Patrika Šimona v Praze